# Небо (группа)
Группа «Небо» — российский музыкальный коллектив, работающий в жанрах рок-шансон, классический рок, глэм-рок, русский шансон и рок-н-ролл. Основан в Санкт-Петербурге автором песен, лидер-вокалистом и продюсером Антоном Аршанским в 2002 году.

## История группы
Серьёзную поддержку группе в самом начале её деятельности оказал российский автор-исполнитель Сергей Трофимов — первые альбомы группы «Небо» включали его песни. Позднее, песни группы стали вещать на радио Петроград — Русский шансон и вскоре песня «Повезло» попала в десятку лучших хитов этой радиостанции, а на экранах появился клип на композицию, снятый на полигоне в Сертолово.
В 2002—2003 годах группа даёт несколько благотворительных концертов, тур по волжским городам, концерт, посвященный открытию Чемпионата России по греко-римской борьбе и т. д. В этот момент о группе «Небо» стали чаще упоминать на страницах музыкальной прессы.
31 января 2003 года группа «Небо» номинируется на премию Достойная песня-2002, одним из организаторов которой выступил сам Аршанский, и получает приз в категории «Открытие Года» как лучшая новая группа 2002 года. В июне того же года выходит альбом «Made in Russia» с хитами «Одиночество», «Копеечка», посвящённая автомобилю ВАЗ-2101, «Футбол» и «24 дня».
В начале 2004 года группа становится лауреатом премии Достойная песня-2003. Выходит альбом «Для взрослых мальчиков и девочек» с хитами «В 6 часов вечера» и «Между Ленинградом и Москвой». Песню «19 с четвертью лет» впоследствии взял в свой репертуар Алексей Глызин.
В 2006 году в группу приходит солистка Елена Тихонова. Песни с её вокалом «Детская» и «Просто, мама, я его люблю», попадают в горячую ротацию Дорожного радио и становятся хитами. В этот же период выходит песня «Зеленоглазая богиня» с вокалом Аршанского, который получил за композицию приз как автор на конкурсе «Весна романса—2007». Годом позже «Небо» выпускает сборник лучших песен «Копеечка» и новый альбом «Легенды». 
В 2012 году выходит альбом «Время идёт». Кроме песен, выпущенных в 2008—2012 гг., в альбом вошёл перезаписанный хит «Копеечка», на который был снят клип с фрагментами из концерта группы и кадрами советской хроники. 
Весной 2013 года группа «Небо» выпускает песни «Памяти Папы», «Мой маленький город» и «Я не знаю». Летом следующего года коллектив выступает на концерте, посвящённом 50-летию вхождения Волго-Балта в ЕГТС России. Но вскоре творческая деятельность группы прекращается на фоне судебного процесса над братом Антона Аршанского Дмитрием. В 2015 году Аршанский выпускает сольный клип «Дёмин & Ларин» в поддержку брата, после чего занимается преимущественно бизнесом. Параллельно в Воронеже создаётся рок-группа с похожим названием «НеБо».

## Дискография

### Студийные альбомы
- 2002: Повезло[8]
- 2003: Мэйд ин Раша[9]
- 2008: Для взрослых мальчиков и девочек[10]
- 2008: Легенды[11]
- 2012: Время идёт

### Сборники
- 2008 — «Копеечка»

## Клипы
- 2002 — «Повезло» (режиссёр — Борис Деденёв)
- 2003 — «Одиночество» (режиссёр — Борис Деденёв)
- 2012 — «Копеечка» (режиссёр — Таня Тереня)
- 2012 — «Легенды» (режиссёр — Таня Тереня)

## Состав
- Антон Аршанский — вокал, музыка, тексты, акустическая гитара, клавиши
- Павел Чистяков — вокал, клавиши, саксофон (2002—2003)
- Илья Ильин — вокал, акустическая гитара (2002—2010)
- Елена Тихонова — вокал (2006—2014)
- Пётр Ворпулёв — вокал, гитара (2012)
- Валерий Кочегуро — гитара, музыка (2002—2003)
- Геннадий Фрейтаг — гитара (2002)
- Георгий Нагибин — гитара (2012)
- Дмитрий Бабич — бас-гитара (2002)
- Михаил Иванов — бас-гитара (2012)
- Александр Пухальский — клавиши (2012—2014)
- Андрей Сысоев — ударные (2002)
- Павел Иванов — ударные (2012)

## Сотрудничество
В музыкальном репертуаре известного российского актёра Дмитрия Харатьяна есть несколько песен, подаренных Антоном Аршанским, в т.ч. «Знаешь, брат» (песня из альбома «Легенды» записанная дуэтом с Д. Харатьяном).
В 2003 году на песню «Одиночество» был снят видеоклип, где в главных ролях снялись российский актёр театра и кино Виктор Бычков и эстрадная певица и актриса Лариса Луста.